# Marco Corbelli
Marco Corbelli, noto anche con lo pseudonimo di Marco Rotula e Atrax Morgue (Sassuolo, 3 aprile 1970 – Castellarano, 6 maggio 2007), è stato un compositore, musicista, produttore discografico e performer di musica noise/industrial italiano.

## Biografia
Autodidatta e costantemente votato ad una sperimentazione estrema del suono in tutte le sue forme, ha lavorato sotto diversi pseudonimi e progetti, il più diffuso dei quali è Atrax Morgue, con il quale ha firmato la maggior parte delle sue opere. Attivo sulla scena power electronics dai primi anni '90, inizialmente noto come Marco Rotula, ha poi fondato l'etichetta indipendente Slaughter Productions attraverso la quale ha prodotto e distribuito centinaia di opere di propria produzione e di altri artisti, sempre circoscrivibili al genere musica elettronica sperimentale, power electronics e industrial.
La fitta attività di distribuzione lo ha reso nel tempo uno dei più fertili divulgatori della cultura musicale underground italiana ed europea, con un lascito di titoli, pubblicati su cassetta e cd, davvero sterminato.
In quasi 15 anni si è affermato come uno dei personaggi di spicco della scena industriale italiana e ha collaborato con noti e meno noti personaggi della scena industrial, quali Maurizio Bianchi, Eraldo Bernocchi dei Sigillum S, Deca, Gianni Pedretti (Colloquio) e Menarca (A. Facci / M. Corbelli / G. Pedretti)
Dalla fine degli anni '90, come Atrax Morgue ha pubblicato numerosi CD anche con importanti etichette internazionali, tra cui Self Abuse Records, Release, Old Europa Cafe, RRRecords, Crowd Control Activities and Ars Benevola Mater.
Il suo stile e la sua iconografia hanno di volta in volta sposato le più irrequiete, provocatorie e disturbanti tematiche, esplorando attraverso la ricerca esasperata sul suono gli abissi dell'animo umano e accostandosi spesso a filoni culturali paralleli (cinema, letteratura, fumetto). Sadismo, necrofilia, serial-killer sono solo alcune delle fonti di ispirazione delle sue opere, che nelle performance dal vivo si manifestavano con angoscianti proiezioni video di operazioni di chirurgia plastica e spezzoni di famosi film horror.
Nel 2001 assieme a Paolo Albani, Antonino Bove e Daniele Poletti ha realizzato, presso lo Studio d'Arte Memoria Indelebile di Viareggio, la performance De Artis Corpore.
Marco Corbelli si è tolto la vita impiccandosi il 6 maggio 2007 all'età di 37 anni.

## Discografia parziale
- 1993 – Black Slaughter (Cass) Slaughter Productions
- 1993 – In Search Of Death (Cass) Slaughter Productions
- 1993 – Necrosintesi (Cass) Slaughter Productions
- 1994 – Collection In Formaldeide (Cass) Slaughter Productions
- 1994 – Necrophiliac Experience (Cass) Slaughter Productions
- 1994 – New York Ripper (Cass, S/Sided, C60) Slaughter Productions
- 1994 – Woundfucker (Cass) Slaughter Productions
- 1995 – Basic Autopsy Procedure (Cass, S/Sided) Slaughter Productions
- 1995 – Catch My Agony (Cass, Ltd, C30) Slaughter Productions
- 1995 – Esthetik Of A Corpse (Cass, C60) Slaughter Productions
- 1995 – Exterminate (Cass) Slaughter Productions
- 1995 – Homicidal Texture (Cass) Slaughter Productions
- 1995 – Pathophysiology (Cass) Old Europa Cafe
- 1995 – Untitled (Cass) Slaughter Productions
- 1996 – Autoerotic Death (Cass, Ltd) BloodLust!
- 1996 – Cut My Throat (CD) Slaughter Productions
- 1996 – Extended Autoerotic Death (Cass, Ltd, C60) BloodLust!
- 1996 – Forced Entry / N.C.W. (Cass) SSSM
- 1996 – Lesion 22 (Cass, Ltd) Less Than Zero
- 1996 – Sickness Report (CD) Release Entertainment
- 1996 – Studio - Live Material 1996 (Cass) Slaughter Productions
- 1996 – Sweetly (Cass, S/Sided, Ltd) Murder Release
- 1997 – Aminobenzolmessias (LP) abRECt
- 1997 – James Oliver Huberty (7") Self Abuse Records
- 1997 – Slush Of A Maniac (CD) Crowd Control Activities
- 1998 – DeathShow (with Morder Machine) CD (Slaughter Productions,)
- 1998 – Disconnected (CDr) Sin Organisation
- 1998 – Woundfucker (CD) AVA/ES1-Reset
- 1999 – Overcome (LP) Slaughter Productions
- 2000 – Esthetik Of A Corpse (CDr) Slaughter Productions
- 2000 – Exterminate (CDr) Slaughter Productions
- 2000 – In Search Of Death (CDr) Slaughter Productions
- 2000 – Paranoia (CD) Old Europa Cafe
- 2001 – Homicidal / Mechanic Asphyxia (CDr) Slaughter Productions
- 2001 – I Vizi Morbosi Di Una Giovane Infermiera (CDr) Slaughter Productions
- 2001 – Necrophiliac Experience / Necrosintesi (CDr) Slaughter Productions
- 2001 – New York Ripper (CDr) Slaughter Productions
- 2002 – Basic Autopsy Procedure / Homicidal Texture (CDr) Slaughter Productions
- 2002 – Collection In Formaldeide (CDr) Slaughter Productions
- 2002 – La Casa Dalle Finestre Che Ridono (CDr) Slaughter Productions
- 2002 – Pathophysiology (CDr) Transf/Order
- 2002 – Sweetly (CDr, Album) Spatter
- 2003 – Death - Orgasm Connector (CD) Slaughter Productions
- 2004 – No More (CD) Amplexus
- 2005 – Her Guts (7", Ltd, Whi) BloodLust!
- 2005 – No More (CD) Ars Benevola Mater
- 2006 – Claustrophobic Introduction (CDr, Ltd, 155) Mind Terrorism Productions
- 2006 – Frustration (CDr, B/card) En.mi.ty Records
- 2006 – Inorganic Introduction Pt. II (File, MP3) Radical Matters
- 2006 – Negative Frequencies (CDr) Slaughter Productions
- 2006 – Pathophysiology (CDr) Old Europa Cafe